# 拳銃貸します
『拳銃貸します』（原題：This Gun for Hire）は、1942年のアメリカ合衆国の映画。出演はヴェロニカ・レイクなど。グレアム・グリーンによる1936年の小説「拳銃売ります」を原作としているフィルム・ノワール作品。
日本では劇場未公開だったがテレビ放映され、2013年12月21日よりシネマヴェーラ渋谷にて開催された「映画史上の名作10」にて劇場初公開された。

## ストーリー
とある殺し屋は依頼主の裏切りにより、警察の追跡を受けていた。ある日、事件を追う刑事の恋人が、この殺し屋と接触する。

## キャスト
| 役名                 | 俳優                      | 日本語吹替        |
| 役名                 | 俳優                      | フジテレビ版      |
| -------------------- | ------------------------- | ----------------- |
| エレン・グラハム     | ヴェロニカ・レイク        | 芝田清子          |
| マイケル・クレイン   | ロバート・プレストン      | 細井重之          |
| ウィラード・ゲイツ   | レアード・クリーガー      | 神山卓三          |
| フィリップ・レイヴン | アラン・ラッド            | 井上真樹夫        |
| ブルースター社長     | タリー・マーシャル        | 清川元夢          |
| トミー               | マーク・ローレーレンス    |                   |
| ブレア・フレッチャー | オーリン・ハウランド      |                   |
| バーネット上院議員   | ロジャー・イムホフ        |                   |
| アニー               | パメラ・ブレイク          | 佐久間あい        |
| アルバート・ベーカー | フランク・ファーガソン    | 小関一            |
| ドリュー             | ヴィクター・キリアン      |                   |
| ルビー               | パトリシア・ファー        |                   |
| スティーブ           | ハリー・シャノン          |                   |
| 巡査部長             | チャールズ・C・ウィルソン | 小関一            |
| 女の子               | ヴィリタ・キャンベル      | 峰あつ子          |
| ウェイトレス         | カリン・ブース            | 山田礼子          |
| クラブのショーガール | イヴォンヌ・デ・カーロ    |                   |
| その他               | N/A                       | 矢野陽子 岸野一彦 |

※フジテレビ版：初回放送1975年7月24日『夜のロードショウ』24:25-25:55

## スタッフ
- 監督：フランク・タトル（英語版）
- 製作：リチャード・ブラメンサール
- 原作：グレアム・グリーン
- 脚本：W・R・バーネット（英語版）、アルバート・マルツ（英語版）
- 撮影：ジョン・F・サイツ（英語版）
- 音楽：デヴィッド・バトルフ（英語版）

日本語版
- プロデューサー：若宮久美子
- 翻訳：矢田尚
- 調整：坂巻四郎
- 効果：スリー・サウンド
- 選曲：堀久雄
- 録音：番町スタジオ
- 演出：好川阿津志
- 制作：フジテレビ、MCA、グロービジョン